# 德布拉·蒙克
德布拉·蒙克（英語：Debra Monk，1949年2月27日—），女，美国演员。曾获得黄金时段艾美奖剧情类最佳女客串演员。

## 外部連結
- 互聯網百老匯資料庫（IBDB）上德布拉·蒙克的資料（英文）
- 德布拉·蒙克在互联网电影资料库（IMDb）上的資料（英文）
- 互联网外百老汇数据库（IOBDB）上德布拉·蒙克的資料（英文） (archive)
- Star File: Debra Monk （页面存档备份，存于） at Broadway.com
- PLAYBILL.COM'S BRIEF ENCOUNTER with Debra Monk (August 9, 2006)，存档于（存檔日期 mdy）